# 贾尔纳
贾尔纳（Jalna），是印度马哈拉施特拉邦Jalna县的一个城镇。总人口235529（2001年）。

## 人口
该地2001年总人口235529人，其中男性121728人，女性113801人；0—6岁人口35570人，其中男18498人，女17072人；识字率64.32%，其中男性为71.02%，女性为57.14%。